# Église Saint-Pierre-ès-Liens de Rives
Pour les articles homonymes, voir Église Saint-Pierre-ès-Liens.
L'église Saint-Pierre-ès-Liens est une église catholique située à Rives, en France.

## Localisation
L'église est située dans le département français de Lot-et-Garonne, sur la commune de Rives.

## Historique
L'édifice est inscrit au titre des monuments historiques en 1950.

## Galerie d'images

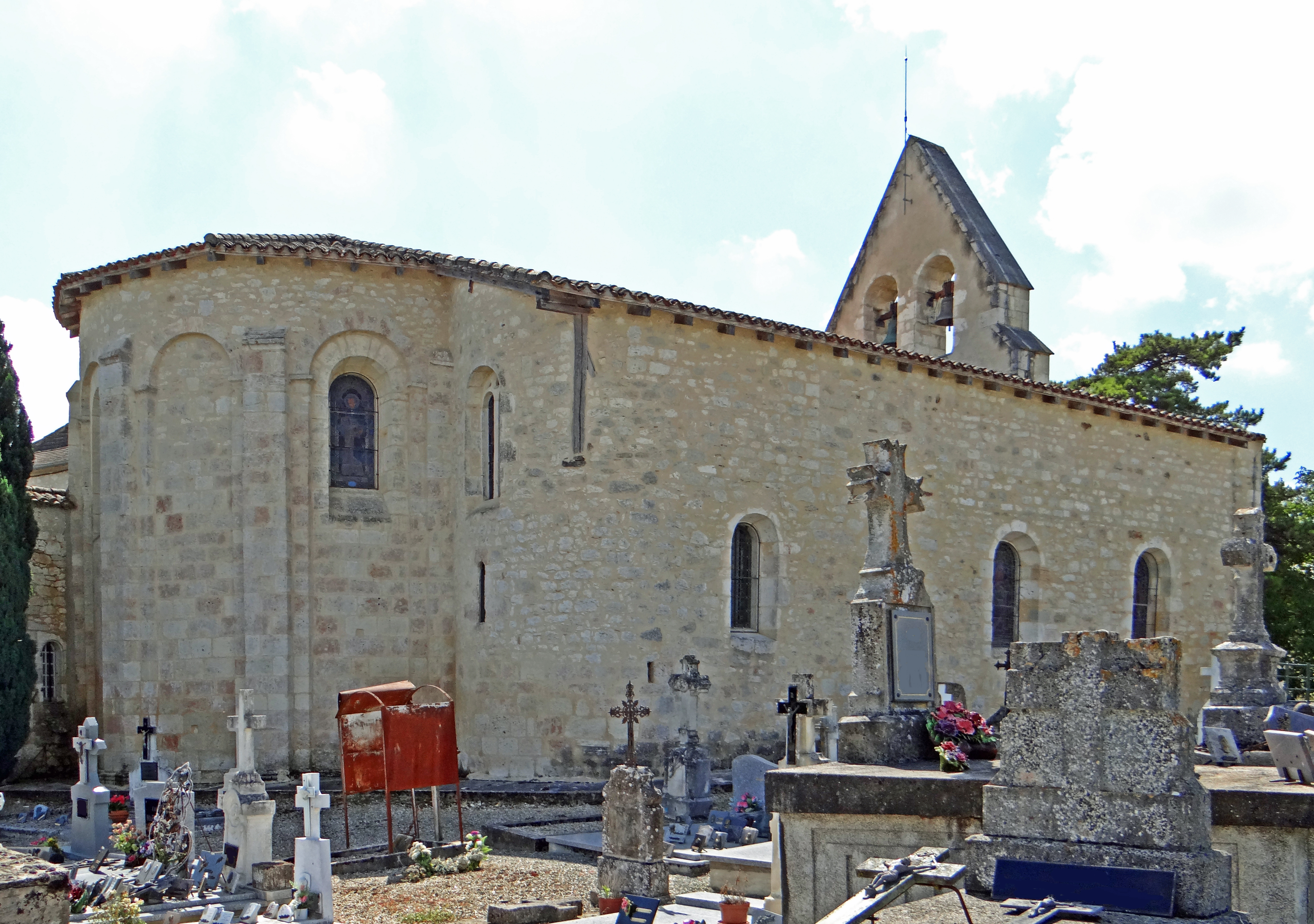
L'église et le cimetière
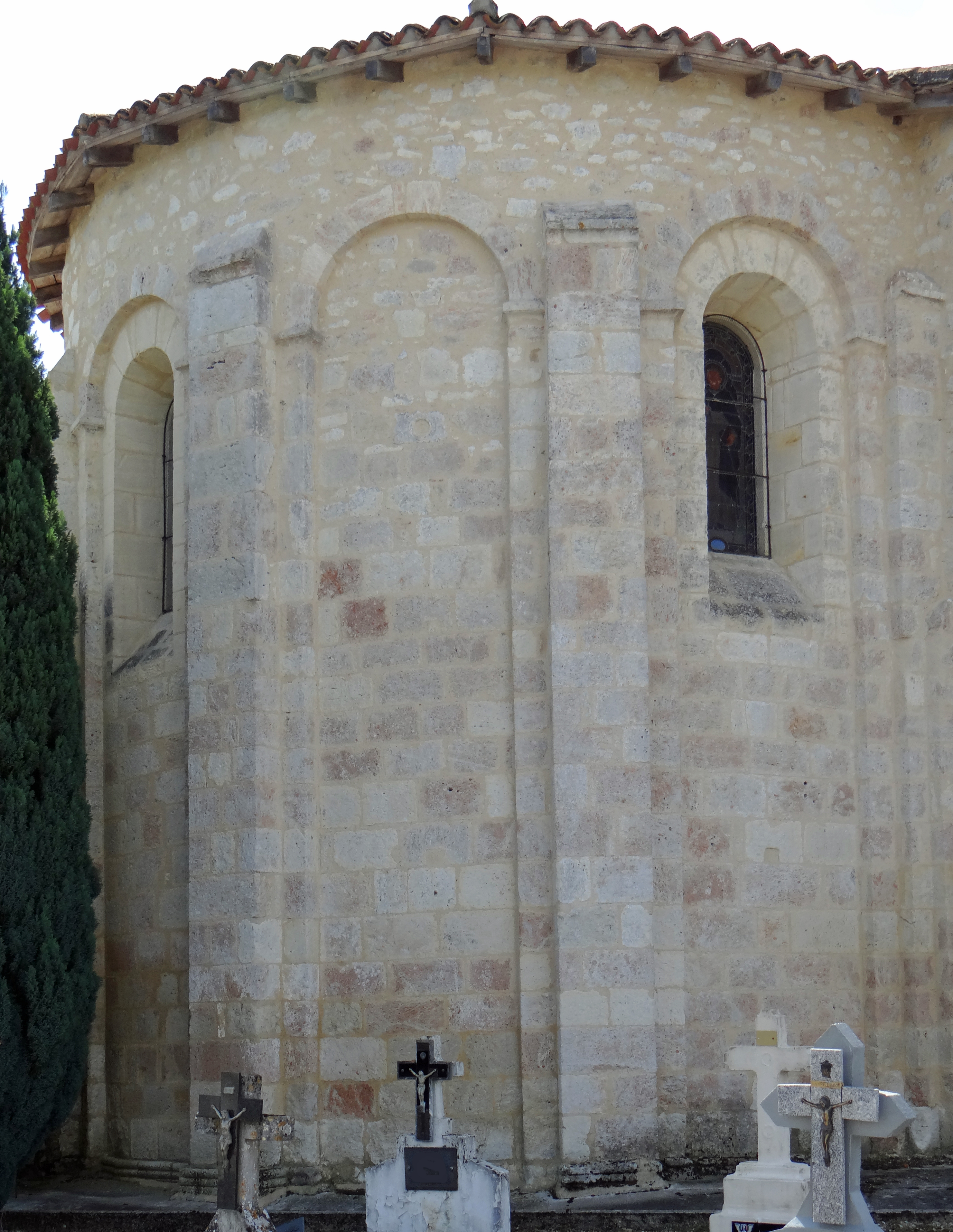
Le chevet